# عيد ميلاد ليلى
عيد ميلاد ليلى هو فيلم فلسطيني روائي للمخرج الفلسطيني رشيد مشهراوي. ويذكر أن إنتاج الفيلم هو فلسطيني - تونسي - هولندي 2008، ومدة عرضه 71دقيقة، لغته العربية وله ترجمة إنجليزية، إخراج وسيناريو رشيد مشهراوي، تصوير: طارق بن عبد الله ونستور سانز، موسيقى: قيس سلمى، مونتاج: باسكال شافانش، تمثيل: محمد بكري وعرين عمري ونور زعبي، وإنتاج: محمد حبيب عطية وبيترفان فوجيلبول ورشيد مشهراوي.

## أحداث الفيلم
يقوم الفنان محمد بكري بأداء الشخصية الرئيسية في الفيلم، أبو ليلى، إنسان فلسطيني يعمل سائق تاكسي، كان من قبل يعمل قاضيا، ولكن الحكومة لم تعد تستطيع دفع مرتبه، فأجبر على أن يعمل سائق تاكسي لا يملكه. وفي يوم احتفال أبو ليلى وأم ليلى بعيد ميلاد ليلى السابع تصر الأم على أن يعود زوجها مبكرا ومعه هدية وكعكة عيد الميلاد، لكن الحياة اليومية في فلسطين تأخذه في اتجاهات متعددة قبل أن يصل إلى المنزل، يواجه صعاب ومفرقات لكنه أخيرا يصل في الميعاد المتفق عليه حاملا الزهور والهدية والكعكة ليحتفل على طريقته في «عيد ميلاد ليلى».
رشيد مشهراوي، مخرج الفيلم، يقول إن شخصية أبو ليلى تعكس مواجهة بين قاض تستحوذ عليه قيم القانون والنظام وبين الفوضى، بسبب الاحتلال الإسرائيلي.
وأضاف أنه يحاول أن يصنع الأمل بإلقاء ضوء غير قليل على العناصر الإيجابية والواعدة التي تبشر بمستقبل أفضل وأن يعطي الجمهور فرصة أن يشعر بهذه الحقبة الفريدة من الحياة الفلسطينية حيث وطأة الاحتلال قسمت الفلسطينيين أيديولوجيا وجغرافيا فزادت قدرتهم على التعامل مع تفاصيل الحياة اليومية. ويشير مشهراوي إلى أن الفيلم مزيج من الواقع والخيال، وأنه قرر أن يأخذ من الواقع عبثه وقسوته وأن يستمد من الخيال بهجته وجماله. ويؤكد أن الجمال لايزال أحد أقوى خصائص بلادنا.

## روابط خارجية
- عيد ميلاد ليلى على موقع IMDb (الإنجليزية)
- عيد ميلاد ليلى على موقع روتن توميتوز (الإنجليزية)
- عيد ميلاد ليلى على موقع قاعدة بيانات الأفلام العربية
- عيد ميلاد ليلى على موقع ألو سيني (الفرنسية)
- عيد ميلاد ليلى على موقع Turner Classic Movies (الإنجليزية)
- عيد ميلاد ليلى على موقع أول موفي (الإنجليزية)
- عيد ميلاد ليلى على موقع بوكس أوفيس موجو (الإنجليزية)
- عيد ميلاد ليلى على موقع فيلمافينيتي (الإسبانية)
- عيد ميلاد ليلى على موقع قاعدة بيانات الفيلم (الإنجليزية)
- عيد ميلاد ليلى على موقع ليتربوكسد (الإنجليزية)